# Plagiocefalija
Plagiocefalija, deformacijska plagiocefalija, poznata i kao sindrom ravne glave, je unilateralna koronalna sinostoza koju karakteriše asimetrično izobličenje (spljoštavanje jedne strane) lobanje. Karakteriše se pljosnatim mestom na leđima ili na jednoj strani glave, uzrokovano dužim boravkom deteta u ležećem položaju. Plagiocefalija je dijagonalna asimetrija u obliku glave. Najčešće se radi o ravnanju koje se nalazi na zadnjoj strani glave, a često postoji i neka od asimetrija lica. Plagiocefalija se deli na dve grupe: sinostotsku plagiocefaliju, sa jednim ili više spojenih kranijalnih šavova i nesinostotsku (deformacijsku) plagiocefaliju. Iako je lečenje hirurško; kod deformacijske plagiocefalije one je kontroverzno.

## Naziv
Naziv plagiocefalija potiče od grčkih reči: plagio (koso, zavijeno ili krivo) i kephale (glava), jer opisuje asimetriju kranijuma.
Za prednju ili frontalna plagiocefalija: koristi se naziv: unilateralna koronalna sinostoza — progresivna frontalna plagiocefalija .
Za neposteriornu sinostotsku plagiocefaliju upotrebljavaju se različiti nazivi - posteriorna plagiocefalija — posturalna plagiocefalija — okcipitalna plagiocefalija — deformacijska plagiocefalija.

## Epidemiologija
Prevalencija deformacijske plagiocefalije kod dece mlađe od 6 meseci je oko 10% za okcipitalnu plagiocefaliju i oko 5% za frontalnu. Uglavnom se javlja kod muške dece, sa dominacijom desnostranih slučajeva.
Sredinom 1990-tih, u okviru kampanje „Povratak na spavanje” lekari su promovisali spavanje na leđima sa jasnim ciljem, da bi se smanjila prerana smrt novorođenčadi. To je urodilo plodom, ali je dovelo do učestalije pojave pozicione plagiocefalije kao neželjene posledice, koju u tom periodu lekari nisu predvideli, jer su je posmatrali kao „manje zlo”. Raširena praksa „spavanje na leđima” vremenom je dovela je do širenja pozicione plagiocefalije. Srećom, reč je kratkotrajnom poremećaju koji nestaje do 18. meseca života deteta.

## Etiopatogeneza
Prema etiopatogenezi plagiocefalija može biti:
Unilateralna koronalna sinostoza (prednja ili frontalna plagiocefalija)
To je unilateralna prematurna fuzija jedne polovine koronalne suture usled čega nastaje tipičan
plagiocefalični oblik lobanje (πλάγιος, grčki - kos). Progresivna frontalna ili čeona plagiocefalijamože biti posledica i fuzije frontosfenoidne ili frontozigomatične suture, sa otvorenim koronalnim šavom.
Poziciona (nesinostotska) plagiocefalija
Nesinostotska ili deformacijska plagiocefalija (DP) ili ulegnuća glave, višeslojni je deformitet kranijuma koji se kod dece javlja prenatalno ili postnatalno, na potiljku i bočnim stranama glave i nastaju kao posledica nepravilnog spavanja. Ona je sve češči problem u svakodnevnoj praksi, kod novorođenčadi starosti od dva do tri meseca. Ovaj deformitet, izaziva spavanje na leđima kada se bebina glava oslanja na ravnu površinu. Kao jedan od njegovih uzroka, navodi se i problem sa vratnim mišićima, odnosno njihova prenapregnutost. Ulegnuta područja na nastaju usled pritisaka na bebinu lobanju.

## Klinička slika
Kliničkom slikom unikoronalne sinostoze dominira:
- groteskna asimetrija lica uz zaravnjenu frontalnu (čelo) i parijetalnu kost na zahvaćenoj strani,
- ispupčena kontralateralnu frontalna,
- ispupčena ipsilateralna temporalnu kost sa pomeranjem uveta unapred.
- nosni greben devira na stranu zahvaćene suture,
- ipsilateralna prednja lobanjska jama je skraćena.
- ipsilateralna obrva je spuštena, a kontralateralna elevirana.

## Dijagnoza
Kod postavljanja dijagnoze i određivanja terapije neophodno je prvo inicijalno svrstati plagiocefalija u: prednju ili zadnju, odnosno sinostotsku i nesinostotsku (položajnu) plagiocefalije.
Zadnja sinostotska plagiocefalija posledica je vrlo retke lambdoidne kraniosinostoze, dok je nesinostotska izazvana spoljašnjim silama i dosta je česta.
Kako gotovo sva novorođenčad spavaju na leđima, većina ima određeni stepen zaravnavanja zadnjeg dela glave. To stanje može biti i mnogo gore ako dete spava samo na jednoj strani. Rezultat je katkada deformacijska plagiocefalija, poznata i kao „sindrom spljoštene glave”.
Poziciona plagiocefalija je deformacija glave obično kod dece do jedne godine starosti. Postavljanje dijagnoze pretežno je kliničko, ali je i radiološko ispitivanje važno za potvrđivanje vrste deformiteta i kao pomoć pre hirurškog planiranja načina lečenja.

## Terapija
Terapija zavisi od težine slučaja, i vrste plagiocefalija, a uključuje različita rešenja - od savetovanja roditelja do hirurškog zbrinjavanja.
Terapija pozicione plagiocefalije, do koje je doveo položaj glave pri spavanju, laka je i bezbolna. Beba se tokom noći okreće u krevecu, menjaju se i strane tela na kojim spava. Preporučuje se i povremena upotreba specijalnih jastuka koji uslovljavaju ležanje na boku, ali samo uz preporuku lekara.

## Literatura
- Анучин Д. А. Плагиоцефалия // Энциклопедический словарь Брокгауза и Ефрона : в 86 т. (82 т. и 4 доп.). — СПб., 1898. — Т. XXIIIA (46): Петропавловский — Поватажное. — С. 797.

## Spoljašnje veze
- Positional Plagiocephaly — www.drderderian.com (језик: енглески)

|  | Molimo Vas, obratite pažnju na važno upozorenje u vezi sa temama iz oblasti medicine (zdravlja). |